# ثرثارة رمادية كبيرة
ثرثارة رمادية كبيرة (الاسم العلمي: Argya malcolmi)، نوع من الطيور المنتمية إلى فصيلة البهدليات الموجودة في جميع أنحاء الهند وأقصى غرب نيبال. إنها شائعة محليًا في الغابة المفتوحة والحدائق. عادًة ما تُرى في مجموعات صغيرة ويمكن تمييزها بسهولة عن الثرثارات الأخرى في المنطقة من خلال نداءها الأنفي والريشها الخارجي الأبيض المتدد إلى ذيلها الطويل. إنها واحدة من أكبر الثرثارات في المنطقة.